# Потавотами Парк (Индијана)
Потавотами Парк (енгл. Pottawattamie Park) град је у америчкој савезној држави Индијана.

## Демографија
По попису из 2010. године број становника је 235, што је 65 (-21,7%) становника мање него 2000. године.
| Група             | 2000.       | 2010.       |
| Белци             | 236 (78,7%) | 216 (91,9%) |
| Афроамериканци    | 49 (16,3%)  | 17 (7,2%)   |
| Азијати           | 2 (0,7%)    | 0 (0,0%)    |
| Хиспаноамериканци | 5 (1,7%)    | 1 (0,4%)    |
| Укупно            | 300         | 235         |